# 鹿児島県道84号知名沖永良部空港線
鹿児島県道84号知名沖永良部空港線（かごしまけんどう84ごう ちなおきのえらぶくうこうせん）は、鹿児島県大島郡知名町から大島郡和泊町に至る県道（主要地方道）である。

## 概要
大島郡知名町知名から大島郡和泊町の沖永良部空港を結ぶ。

### 路線データ
- 起点：鹿児島県大島郡知名町知名（鹿児島県道620号国頭知名線終点）
- 終点：鹿児島県大島郡和泊町国頭（沖永良部空港）

## 歴史
- 1982年（昭和57年）12月17日 - 鹿児島県告示第1863号により路線認定[1]。
- 1993年（平成5年）5月11日 - 建設省から、県道知名沖永良部空港線が知名沖永良部空港線として主要地方道に指定される[2]。
- 2020年（令和2年）2月20日 - 鹿児島県は2020年（令和2年）度から和泊 - 手々知名の約1.3 kmの区間で無電柱化に着手する。離島では鹿児島県道623号与論島循環線とともに初の事業化。国の補助を活用した「電線共同溝整備事業」の一環で、電線の地中化による災害発生時のネットワーク確保が目的[3]。

## 地理

### 通過する自治体
- 大島郡知名町
- 大島郡和泊町

### 交差する道路
| 交差する道路                | 市町村名 | 市町村名 | 交差する場所 | 交差する場所 |
| --------------------------- | -------- | -------- | ------------ | ------------ |
| 鹿児島県道620号国頭知名線   | 大島郡   | 知名町   | 知名         | 起点         |
| 鹿児島県道622号下平川内城線 | 大島郡   | 知名町   | 下平川       |              |
| 鹿児島県道621号瀬名和泊線   | 大島郡   | 和泊町   | 和泊         |              |
| 鹿児島県道620号国頭知名線   | 大島郡   | 和泊町   | 国頭         |              |

### 沿線
- 沖永良部徳洲会病院
- 知名町立知名中学校
- 知名町立下平川小学校
- 鹿児島県立沖永良部高等学校
- 沖永良部警察署
- 和泊町役場
- 和泊港
- 和泊町立和泊中学校
- 和泊町立国頭小学校
- 沖永良部空港